# Sailly-lez-Lannoy
Sailly-lez-Lannoy (Nederlands: Zelleken) is een gemeente in het Franse Noorderdepartement (Frans: département du Nord) (regio Hauts-de-France). De plaats maakt deel uit van het arrondissement Rijsel. Sailly-lez-Lannoy telde op 1 januari 2022 1.936 inwoners.

## Geografie
De oppervlakte van Sailly-lez-Lannoy bedroeg op 1 januari 2022 4,43 vierkante kilometer; de bevolkingsdichtheid was toen 437 inwoners per km².

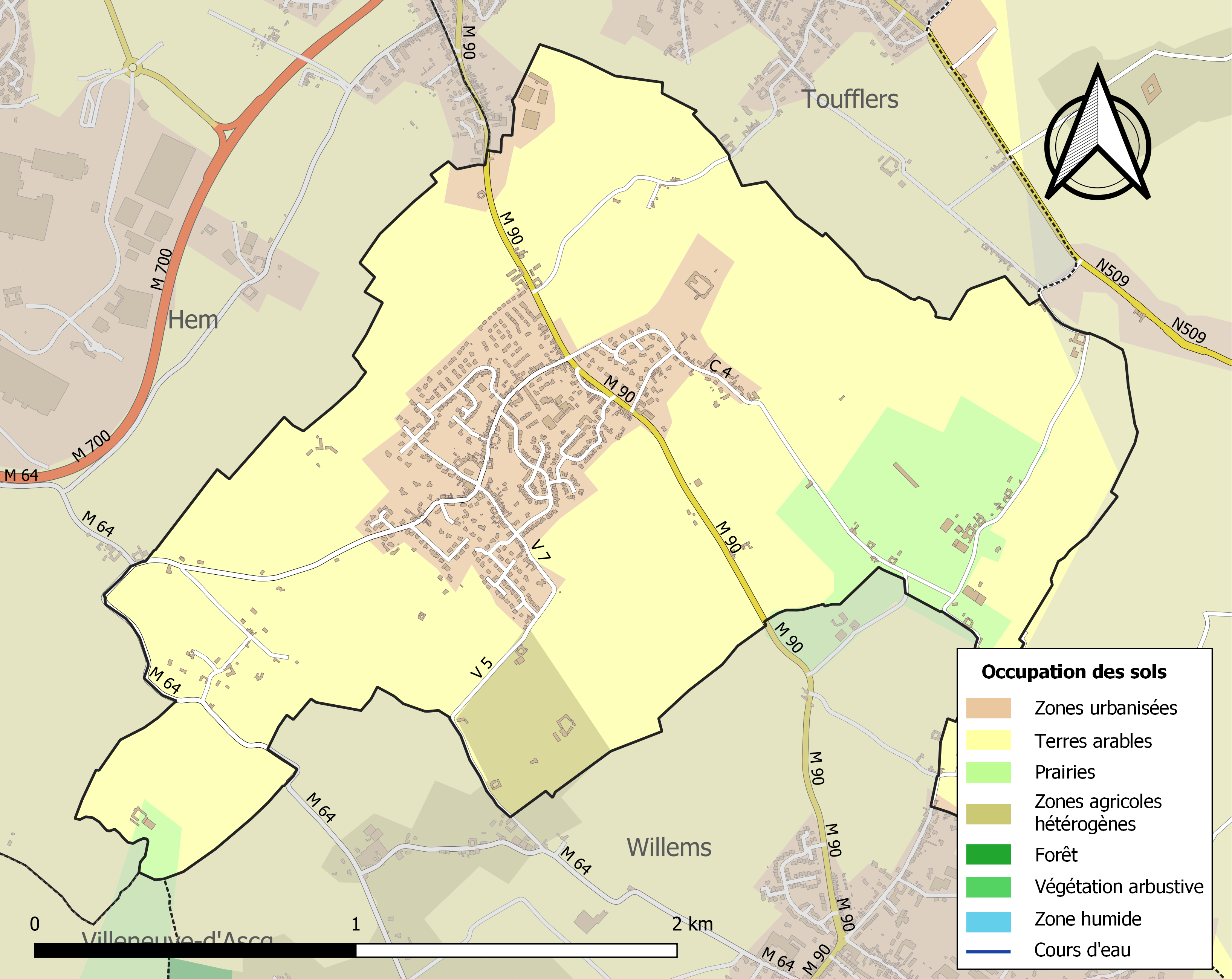
Kaart van de gemeente met belangrijkste infrastructuur, bodemgebruik en omliggende gemeenten

## Bezienswaardigheden
- Sint-Pieterskerk (Église Saint-Pierre) van 1787
- Kasteelboerderij van Neufville
- Diverse oude boerderijen

## Natuur en landschap
Sailly-lez-Lannoy ligt op een hoogte van ongeveer 42 meter. In het oosten vindt men de Frans-Belgische grens.

## Demografie
Onderstaande figuur toont het verloop van het inwonertal (bron: INSEE-tellingen).

## Nabijgelegen kernen
Willems, Hem, Lannoy, Toufflers
Forest-sur-Marque · Sailly-lez-Lannoy · Toufflers · Villeneuve-d'Ascq · Willems